# Trierer Theologische Zeitschrift
Die Trierer Theologische Zeitschrift (TThZ; vormals Pastor bonus) ist eine 1888 begründete vierteljährlich erscheinende Fachzeitschrift für Theologie. Die Zeitschrift wird von der Theologischen Fakultät der Universität Trier und dem Katholisch-Theologischen Fachbereich der Universität Mainz gemeinsam herausgegeben. Die Trierer Theologische Zeitschrift vereint wissenschaftliche Artikel aus dem Gebiet der Philosophie sowie der biblischen, historischen, systematischen und praktischen Theologie. Schriftleiterin ist seit 2024 Annemarie C. Mayer.
Im Jahr 1888 gründeten die Professoren Peter Einig und August Müller die Zeitschrift Pastor bonus. Zeitschrift für kirchliche Wissenschaft und Praxis. 1923/24 musste das Erscheinen der Zeitschrift aufgrund der Wirtschaftskrise und der folgenden Inflation vor übergehend eingestellt werden. In den Jahren 1931 bis 1944 bestand eine Kooperation mit den Priesterseminaren Mainz und Limburg. 1943 wurde der Pastor bonus mit dem Ostdeutschen Pastoralblatt und dem 
Oberrheinischen Pastoralblatt aus „kriegswirtschaftlichen Gründen“ gemäß 
Anordnung der Reichspressekammer vom 19. März zwangsvereinigt. Gemeinsamer Titel war zunächst Pastoralblatt, später dann Theologie und Glaube bzw. Theologie und Seelsorge. Nach Kriegsende wurde die Zeitschrift zuerst nicht mehr herausgegeben und erst im Jahr 1947 unter dem heutigen Namen Trierer Theologische Zeitschrift wiederaufgenommen. Schriftleiter der TThZ waren u. a. Ernst Haag, Heribert Wahl, Wilhelm Breuning, Wolfgang Göbel, Manfred Scheuer, Renate Brandscheidt und Werner Schüßler.